# Gåslandet
Gåslandet är en ö i Åland (Finland). Den ligger i Skärgårdshavet och i kommunen Vårdö i landskapet Åland, i den sydvästra delen av landet. Ön ligger omkring 48 kilometer nordöst om Mariehamn och omkring 250 kilometer väster om Helsingfors.
Öns area är 9,7 hektar och dess största längd är 490 meter i nord-sydlig riktning.